# Salme Rootare
Salme Rootare, ros. Сальме Роотаре (ur. 26 marca 1913 w Rewlu, zm. 21 października 1987 w Tallinnie) – estońska szachistka, mistrzyni międzynarodowa od 1957.

## Kariera szachowa
Pierwszy tytuł mistrzyni Estonii zdobyła w 1945. Do 1972 zdobyła jeszcze 14 złotych medali indywidualnych mistrzostw kraju. Największy sukces w karierze odniosła w 1959, zajmując w rozegranym w Płowdiwie turnieju pretendentek IV m., co wówczas odpowiadało piątej pozycji na świecie. Wielokrotnie uczestniczyła w finałach indywidualnych mistrzostw Związku Radzieckiego, dwukrotnie dzieląc II m. (w XV i XIX mistrzostwach).